# Team Katusha 2016
Questa voce raccoglie le informazioni riguardanti il Team Katusha nelle competizioni ufficiali della stagione 2016.

## Organico
Organico da Uci.ch.

### Staff tecnico
|  | Naz.                  | Ruolo | Sportivo           |  |  |  |
|  | --------------------- | ----- | ------------------ |  |  |  |
|  | Russia (bandiera)     | GM    | Vjačeslav Ekimov   |  |  |  |
|  | Portogallo (bandiera) | DS    | José Azevedo       |  |  |  |
|  | Italia (bandiera)     | DS    | Claudio Cozzi      |  |  |  |
|  | Spagna (bandiera)     | DS    | Xavier Florencio   |  |  |  |
|  | Russia (bandiera)     | DS    | Dmitrij Konyšev    |  |  |  |
|  | Russia (bandiera)     | DS    | Gennadij Michajlov |  |  |  |
|  | Germania (bandiera)   | DS    | Torsten Schmidt    |  |  |  |

### Rosa
|  | Naz.                  |  | Sportivo              | Anno |  |  |
|  | --------------------- |  | --------------------- | ---- |  |  |
|  | Russia (bandiera)     |  | Maksim Bel'kov        | 1985 |  |  |
|  | Norvegia (bandiera)   |  | Sven Erik Bystrøm     | 1992 |  |  |
|  | Russia (bandiera)     |  | Aleksej Catevič       | 1989 |  |  |
|  | Russia (bandiera)     |  | Sergej Černeckij      | 1990 |  |  |
|  | Italia (bandiera)     |  | Jacopo Guarnieri      | 1987 |  |  |
|  | Austria (bandiera)    |  | Marco Haller          | 1991 |  |  |
|  | Russia (bandiera)     |  | Vladimir Isajčev      | 1986 |  |  |
|  | Russia (bandiera)     |  | Pavel Kočetkov        | 1986 |  |  |
|  | Russia (bandiera)     |  | Dmitrij Kozončuk      | 1984 |  |  |
|  | Norvegia (bandiera)   |  | Alexander Kristoff    | 1987 |  |  |
|  | Russia (bandiera)     |  | Vjačeslav Kuznetsov   | 1989 |  |  |
|  | Russia (bandiera)     |  | Sergej Lagutin        | 1981 |  |  |
|  | Spagna (bandiera)     |  | Alberto Losada        | 1982 |  |  |
|  | Portogallo (bandiera) |  | Tiago Machado         | 1985 |  |  |
|  | Russia (bandiera)     |  | Matvey Mamykin        | 1994 |  |  |
|  | Danimarca (bandiera)  |  | Michael Mørkøv        | 1985 |  |  |
|  | Germania (bandiera)   |  | Nils Politt           | 1994 |  |  |
|  | Russia (bandiera)     |  | Aleksandr Porsev      | 1986 |  |  |
|  | Colombia (bandiera)   |  | Jhonathan Restrepo    | 1994 |  |  |
|  | Spagna (bandiera)     |  | Joaquim Rodríguez     | 1979 |  |  |
|  | Russia (bandiera)     |  | Egor Silin            | 1988 |  |  |
|  | Slovenia (bandiera)   |  | Simon Špilak          | 1986 |  |  |
|  | Estonia (bandiera)    |  | Rein Taaramäe         | 1987 |  |  |
|  | Belgio (bandiera)     |  | Jurgen Van Den Broeck | 1983 |  |  |
|  | Spagna (bandiera)     |  | Ángel Vicioso         | 1977 |  |  |
|  | Russia (bandiera)     |  | Ėduard Vorganov       | 1982 |  |  |
|  | Russia (bandiera)     |  | Anton Vorob'ëv        | 1990 |  |  |
|  | Russia (bandiera)     |  | Il'nur Zakarin        | 1989 |  |  |

## Palmarès
Palmarès da Procyclingstats.com.

### Corse a tappe
World Tour
- Parigi-Nizza

6ª tappa (Il'nur Zakarin)
- Volta Ciclista a Catalunya

7ª tappa (Aleksej Catevič)
- Giro d'Italia

20ª tappa (Rein Taaramäe)
- Tour de France

17ª tappa (Il'nur Zakarin)
- Vuelta a España

8ª tappa (Sergej Lagutin)
Continental
- Tour of Qatar

2ª tappa (Alexander Kristoff)
4ª tappa (Alexander Kristoff)
5ª tappa (Alexander Kristoff)
- Tour of Oman

3ª tappa (Alexander Kristoff)
6ª tappa (Alexander Kristoff)
- Driedaagse De Panne - Koksijde

1ª tappa (Alexander Kristoff)
- Circuit Cycliste Sarthe - Pays de la Loire

2ª tappa, 2ª semitappa (Anton Vorob'ëv)
3ª tappa (Anton Vorob'ëv)
- Tour of California

7ª tappa (Alexander Kristoff)
- Giro di Slovenia

2ª tappa (Rein Taaramäe)
4ª tappa (Aleksandr Porsev)
Classifica generale (Rein Taaramäe)
- Arctic Race of Norway

1ª tappa (Alexander Kristoff)
- Tour des Fjords

2ª tappa (Alexander Kristoff)
3ª tappa (Alexander Kristoff)
5ª tappa (Alexander Kristoff)
Classifica generale (Alexander Kristoff)

### Corse in linea
Continental
- Rund um den Finanzplatz Eschborn-Frankfurt (Alexander Kristoff)

### Campionati nazionali
- Campionati russi

Cronometro (Sergej Černeckij)
In linea (Pavel Kočetkov)